# Marques Haynes
Ne doit pas être confondu avec Marquez Haynes.
Pour les articles homonymes, voir Haynes.
Marques Oreole Haynes est un joueur et entraîneur de basket-ball américain né le 10 mars 1926 à Sand Springs dans l'Oklahoma et mort le 22 mai 2015 à Plano (Texas).
Il réalisa la quasi-intégralité de sa carrière au sein des clubs des Globetrotters de Harlem et des Magicians de Harlem, dont il était l'une des principales figures,. Il aurait participé à plus de 12 500 rencontres dans cent pays durant sa carrière longue de cinquante ans.
Il est notamment connu pour ses qualités de dribbleur. Il est membre du Basketball Hall of Fame depuis 1998 et du National Collegiate Basketball Hall of Fame depuis sa création en 2006. Il est fréquemment considéré comme l'un des meilleurs basketteurs à n'avoir jamais joué en NBA.

## Biographie

### Débuts et carrière universitaire
Enfant, Haynes apprend à dribbler dans l'arrière-cour de la maison familiale. Originaire de Sand Springs, dans l'Oklahoma, il effectue sa scolarité au Booker T. Washington High School. En 1942, il obtient une bourse d'études de 25 dollars pour jouer dans l'équipe de l'université Langston. Il y joue quatre saisons universitaires, durant lesquelles l'équipe enregistre un record de 112 victoires pour seulement trois défaites, avec une série de 59 victoires d'affilée. Il est le meilleur marqueur de l'équipe durant ses quatre années dans l'équipe. 
En février 1945, lors d'un match de championnat, Haynes démontre ses qualités au dribble : il ridiculise les joueurs de l'équipe adverse, Southern University, en les empêchant d'atteindre la balle durant plus de deux minutes. Son entraîneur, Caesar Felton Gayles, menaça de le laisser sur le banc de touche pour avoir fanfaronné, mais il renonça devant la réaction du public. 
En 1946, l'université Langston est invitée à jouer un match amical contre les Globetrotters de Harlem à Oklahoma City. Haynes mène son équipe à la victoire et attire l'attention d'Abe Saperstein, propriétaire des Globetrotters. Ce dernier lui propose un contrat, et Haynes rejoint ainsi l'équipe après l'obtention de son diplôme. 

### Avec les Globetrotters et les Magicians de Harlem
Haynes joue avec les Globetrotters de 1947 à 1953. En 1948 et en 1949, les Globetrotters menés par Haynes battent à deux reprises les Lakers de Minneapolis de George Mikan.  
Il participa au célèbre match disputé le 22 août 1951 à Berlin-Ouest devant plus de 75 000 spectateurs, ce qui en ferait la plus importante fréquentation pour un match de basket-ball. Haynes estimait même qu'elle atteint 90 000 spectateurs. Il y rencontre le sprinteur Jesse Owens et partage sa chambre d'hôtel avec lui. Il réalise une tournée en Afrique du Sud avec les Globetrotters et dispute des matchs amicaux contre plusieurs des meilleures équipes universitaires américaines. 
En 1953, Haynes quitte les Globetrotters après une violente dispute avec le propriétaire Abe Saperstein. Bien que sans club, il refuse une offre des Warriors de Philadelphie qui lui proposent 35 000 dollars par an, estimant le montant trop faible ; il aurait pourtant été le deuxième basketteur le mieux payé de la NBA. Il fonde alors sa propre équipe pour se produire en spectacle, les Magicians de Harlem, après avoir découvert que Saperstein était actionnaire des Warriors. En 1955, il reçoit une offre des Lakers de Minneapolis, mais la décline. Malgré les nombreuses poursuites judiciaires qu'ils engagèrent l'un contre l'autre, Haynes assista à l'enterrement de Saperstein en 1966, « pour s'assurer qu'il n'allait pas sortir du cercueil ».  
En 1972, Haynes réintègre les Globetrotters en tant que joueur et entraîneur. Il fonde une ligne de vêtements en 1973, et fait des apparitions récurrentes dans l'émission Harlem Globetrotters Popcorn Machine en 1974-75. Il quitte définitivement les Globetrotters en 1979, et joue pour d'autres spectacles de basket-ball : les Bucketeers de Meadowlark Lemon, les Harlem Wizards et une nouvelle version des Magicians de Harlem. 
Il aurait participé à plus de 12 500 rencontres dans cent pays, durant sa carrière longue de près de cinquante ans. 

### Retraite
Haynes prend sa retraite en 1992, après une carrière de quarante-six ans. En 1998, il devient le premier joueur des Globetrotters à devenir membre du Basketball Hall of Fame. Le 5 janvier 2001, il obtient sa bague de « légende » des Globetrotters de Harlem, et voit également son maillot retiré par le club. 
Il passe les dernières années de sa vie à Plano, au Texas, où il a emménagé avec sa femme au milieu des années 1990. Son équipe de toujours l'a fait inviter au NBA All-Star Game 2010 qui s'est déroulé à Arlington, non loin de chez lui. En 2011, il est introduit au Oklahoma Sports Hall of Fame. La même année, il rejoint l'encadrement des Legends du Texas, une équipe de NBA Development League affiliée aux Mavericks de Dallas. Alors âgé de 85 ans, il déclara : « J'ai toujours le basket-ball présent à l'esprit ».
Il meurt le 22 mai 2015 à Plano, à l'âge de 89 ans, de mort naturelle. 

## Style de jeu
Haynes était considéré comme l'un des meilleurs dribbleurs au monde. Son dribble extrêmement rapide provoquait la confusion des défenseurs et était l'arme offensive principale des Globetrotters. Il parvenait notamment à dribbler sur les genoux, en tournant autour de son adversaire. Il pouvait faire rebondir la balle au sol jusqu'à six fois par seconde
Wilt Chamberlain déclara un jour : « Je pouvais faire n'importe quoi sur un terrain de basket-ball, mais je n'ai jamais pu faire ce qu'il faisait ». Son habilité et son style de jeu ont influencé des joueurs comme Bob Cousy, Pete Maravich ou encore Fred Neal (en). Il a été présenté comme l'un des meilleurs basketteurs à n'avoir jamais évolué en NBA.  
Il était connu pour son slogan, répété lors de ses prestations avec les Harlem Globetrotters : « Je suis Marques Haynes, et je vais vous le prouver! ». 